# Przełącznik KVM

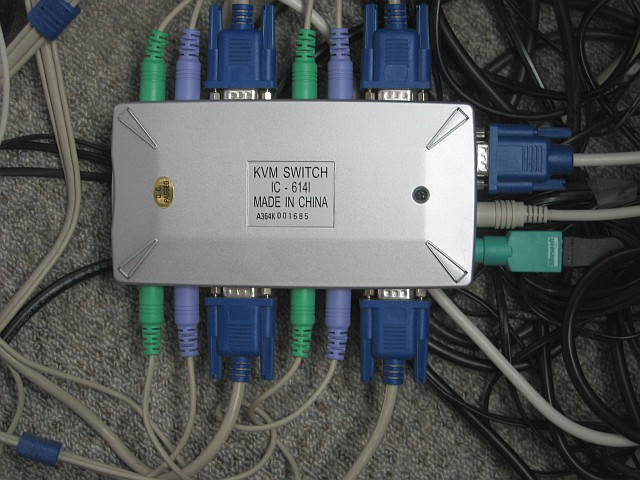
Przełącznik KVM

Przełącznik KVM (ang. KVM switch, od słów Keyboard, Video, Mouse) – urządzenie umożliwiające podłączenie do jednego (lub więcej) zestawu składającego się z klawiatury, myszy oraz monitora, dwóch lub większej liczby komputerów. Czasami posiadają też funkcje przełączenia wejścia mikrofonowego, wyjścia dźwięku lub portów USB. Funkcją przełączników KVM jest możliwość używania jednej konsoli (klawiatury, monitora i myszy) do pracy na kilku (kilkunastu, a nawet kilkudziesięciu) komputerach z łatwym przełączaniem się między nimi.
Stosuje się je najczęściej do podłączania komputerów w wersji desktop albo w wersji rack. Sam przełącznik może być w wersji desktop (do postawienia na biurku), do montażu na ścianie lub w wersji rackowej, gdzie zajmuje wysokość 1U lub więcej, np. 3U.

## Jak działa przełącznik KVM
Komputery są podłączone do przełącznika KVM za pomocą kabli CAT5 lub specjalnych kabli KVM. Klawiatura, monitor i myszy są podłączone do przełącznika KVM. Przełączanie pomiędzy jednym komputerami  a drugim komputerem realizowane jest za pomocą specjalnych przycisków sterujących na przełączniku klawiszy funkcyjnych na klawiaturze bądź przycisków ekranowych.
Przełączniki KVM może występować w wersji biurkowej najczęściej obsługują do 4 urządzeń, w wersji przeznaczonej do montażu w szafie rakowej (w tej wersji mogą być w celu oszczędności miejsca montowane w szafie rakowej bądź w stojakach od razu wyposażane np. we wbudowany monitor, klawiaturę, touchpad).
Odległość maksymalna, na jaką przełączniki KVM są w stanie obsługiwać komputery, zależy od jego rodzaju. W odległościach do 8 metrów wykorzystuje się przełączniki KVM ze standardowymi kablami KVM. Jeśli natomiast komputery podłączone do przełącznika KVM znajdują się w większej odległości powyżej 8 metrów do nawet 300 metrów, używa się przewodów CAT5 i innego typu przełączników KVM obsługujących tego typu okablowanie.
Różnica pomiędzy przełącznikami KVM jest związana z liczbą obsługiwanych komputerów popularne przełączniki mogą obsługiwać od 2 do nawet 40 urządzeń końcowych. Przełączniki KVM można łączyć w klastry bądź szeregowo w celu obsługiwania większej liczby urządzeń końcowych za pomocą jednej myszy, klawiatury i monitora rozwiązanie to stosuje się głównie w środowiskach korporacyjnych i może obsługiwać do kilkuset komputerów.

## Rodzaje przełączników KVM
Na rynku dostępnych jest wiele różnych rodzajów przełączników KVM. Można wyróżnić kilka podstawowych typów przełączników KVM:

### Cyfrowe przełączniki KVM
Przełącznik ten umożliwia sterowanie komputerami przez sieć LAN z dowolnego adresu IP, z dowolnego miejsca. Komputery nadal muszą być bezpośrednio połączone z przełącznika KVM, natomiast użytkownik, który zamierza kontrolować komputery podłączone do przełącznika KVM, nie musi mieć bezpośredniego połączenia z przełącznikiem, natomiast musi być w samej sieci co przełącznik KVM. Cyfrowe przełączniki KVM emulują połączenia elektronicznie.

### Analogowe przełączniki KVM
Jest on obsługiwany przez bezpośrednie połączenie kablowe z komputera do przełącznika KVM. Mogą być użyte kable typu Coax lub CAT 5 w zależności od przełącznika. Przełączniki analogowe zazwyczaj wyposażone są w ręczny przełącznik odpowiadający za przełączanie wejść. Przełączniki KVM analogowe nie mają dwukierunkowej komunikacji z klawiaturą i myszą. Utrata połączenia występuje każdorazowo, gdy przełącznik KVM tego typu jest wyłączany, przełączniki te mają ograniczoną funkcjonalność i nie zaleca się ich stosowania w środowiskach przemysłowych, korporacyjnych lub pracy ciągłej. Fizyczne przełączanie może powodować szybkie zużycie przełącznika KVM i spowodować słabą jakość sygnału.

### Przełączniki KVM do zastosowań dla pojedynczego użytkownika
Przełącznik KVM tego typu stosowany jest głównie w biurach i małych środowiskach. Jeden użytkownik może obsługiwać do 8 komputerów z jednego miejsca

### Wielofunkcyjne przełączniki KVM
Przełącznik KVM tego typu stosowany jest w większych środowiskach i centrach danych, które wymagają wielu użytkowników do zarządzania wieloma komputerami lub serwerami.
W zależności od zastosowania pośród przełączników KVM urządzenia te podzielimy na:
- Switch KVM
- Splitter KVM
- Ekstender KVM
- Konsola KVM
- Kabel KVM

## Interfejsy w przełącznikach KVM
Wszystkie typy przełączników KVM, aby móc obsłużyć różnego rodzaju platformy, a także różne technologie muszą posiadać możliwość obsługi interfejsów myszy i klawiatur takich jak:
- USB
- PS/2

Przełącznik KVM w celu zapewnienia możliwości podłączenie różnych typów monitorów komputerowych obsługują również interfejsy wideo takie jak np.:
- DVI
- VGA
- HDMI
- DisplayPort

Przełączniki, które podłączone są z komputerami na większe odległości (powyżej 8 metrów) obsługują również interfejs sieciowy taki jak:
- RJ45

Przełącznik KVM to urządzenie, które jest niezależne od oprogramowania. Podłączenie przełącznika KVM do komputera jest równoznaczne z podłączeniem klawiatury, myszy i monitora oraz nie wymaga zainstalowania żadnego dodatkowego oprogramowania. Przełącznik KVM nie ma również wpływu na zainstalowane i uruchomione oprogramowanie na komputerze. Mogą zdarzyć się problemy z kompatybilnością z portami starszych komputerów. Większość komputerów posiada złącze mini DIN DIN PS / 2 lub USB, starsze komputery mogą posiadać 5-pinowe porty myszy DIN i RS232.

## Zalety przełączników KVM
Przełączniki KVM pozwalają na oszczędności związane z zakupem dodatkowych monitorów myszek i klawiatur, przez to że jeden zestaw myszka, klawiatura, monitor połączony do przełącznika KVM jest w stanie obdłużyć od 2 do kilkuset komputerów z jednego miejsca przez jednego użytkownika. Łatwa instalacja i konfiguracja sprawia, że przełącznik KVM znajdzie zastosowanie zarówno w zastosowaniach domowych, przez małe i średnie przedsiębiorstwa, jak również w dużych środowiskach i centrach danych. Ze względu na ergonomie przełącznik KVM zmniejsza zapotrzebowanie na dodatkowy sprzęt i miejsce w szafach serwerowych i serwerowniach, dlatego tak dobrze sprawdzają się w środowiskach korporacyjnych i rozproszonych, gdzie komputery którymi ma zarządzać użytkownik są od siebie oddalone lub jest ich znaczna ilość. Przełącznik ze względu na możliwość podłączenia wielu urządzeń skraca czas potrzebny na obsługę komputerów podłączonych do sieci firmowej. Przełączniki KVM pozwalają na łatwą obsługę wielu komputerów i znacząco poprawiają efektywność i komfort pracy osób, które zarządzają i wymagają dostępu do wielu komputerów oddalonych od ich stanowiska pracy.